# Bliersheim
Bliersheim ist ein Ortsteil der Stadt Duisburg in Nordrhein-Westfalen. Bis 1920 war Bliersheim eine eigenständige Gemeinde im damaligen Kreis Moers.

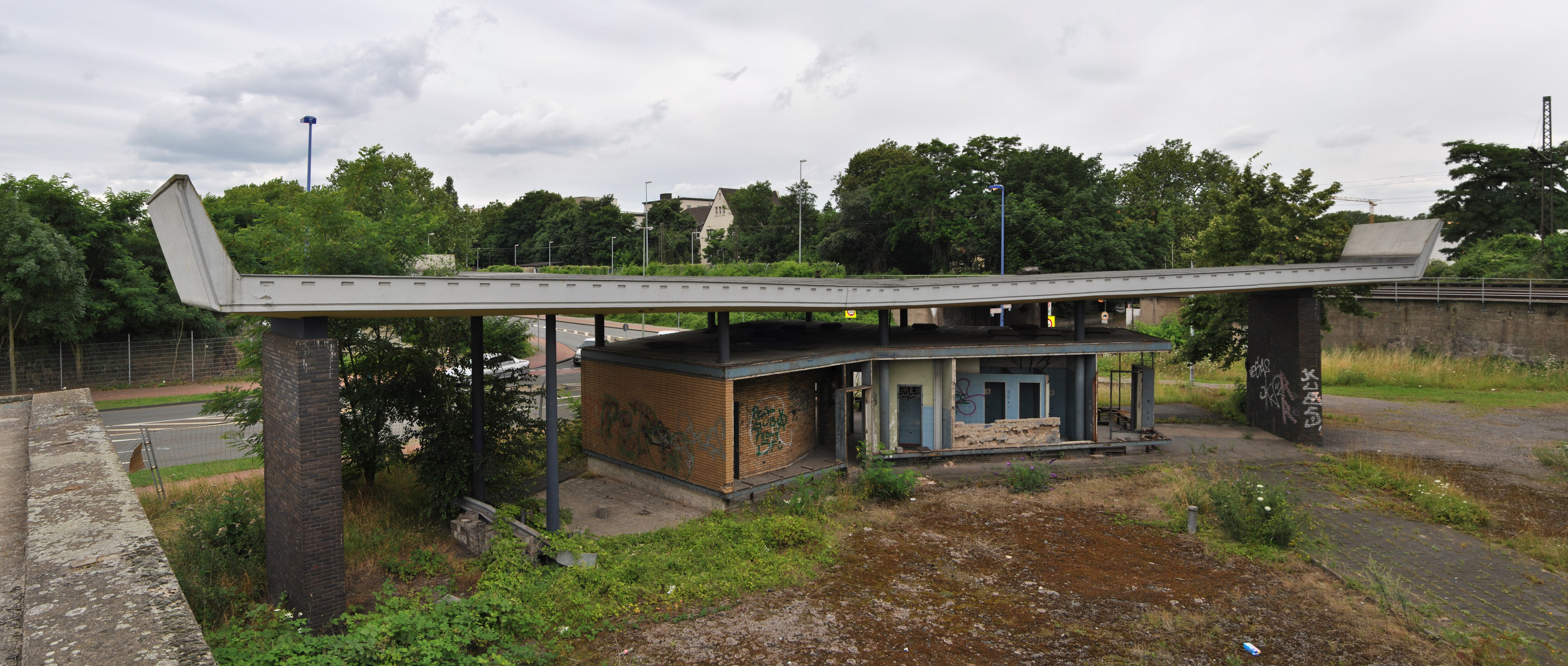
Werktor 1 des ehemaligen Hüttenwerkes

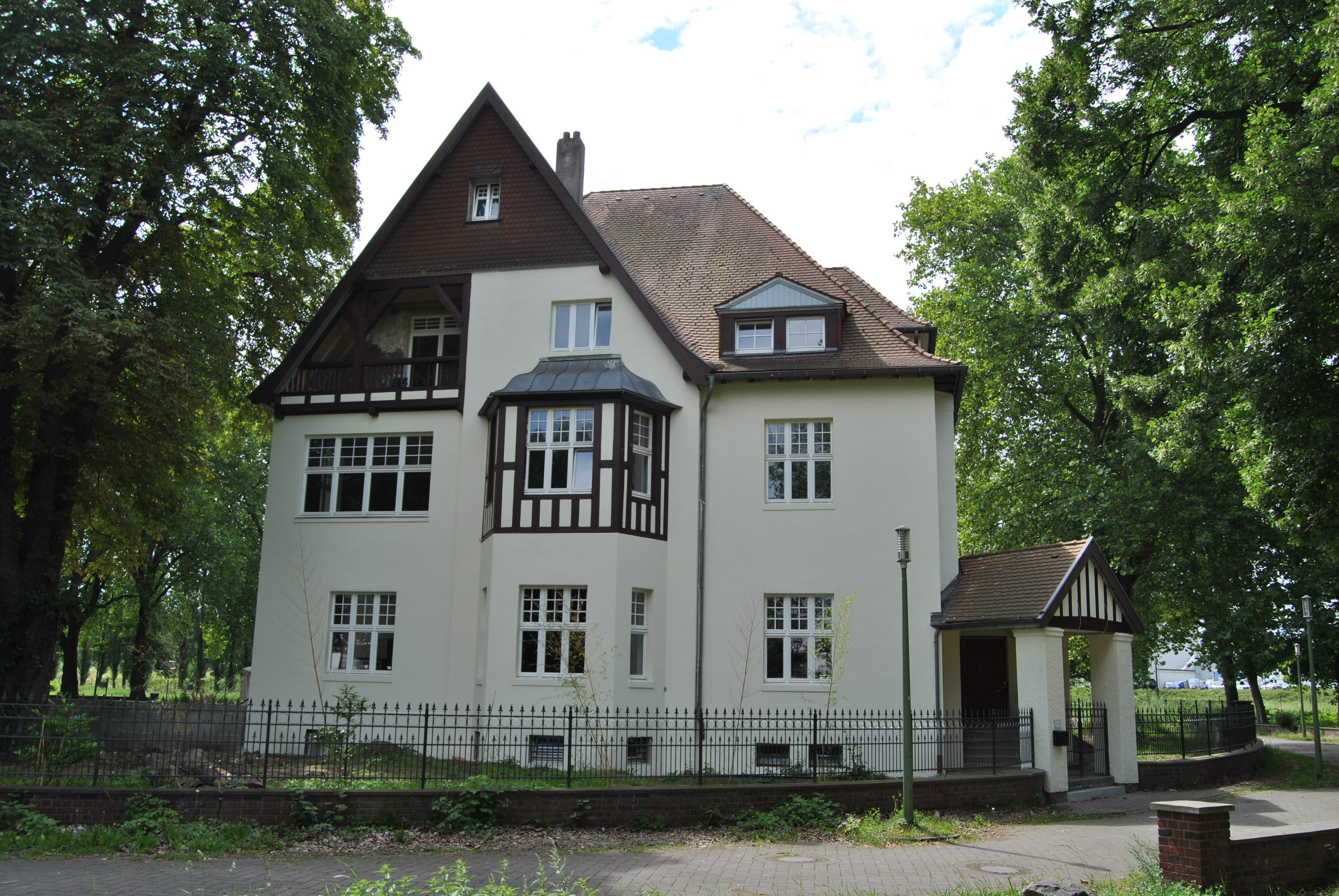
Villa in der Beamtensiedlung

## Geographie
Auf dem Gebiet der ehemaligen Gemeinde Bliersheim liegen heute der Rheinhausener Rheinhafen, das Gewerbegebiet Logport I und die von diesem umschlossene Beamtensiedlung Bliersheim. Da die renovierten Villen der Beamtensiedlung Bliersheim nicht für Wohnzwecke genutzt werden dürfen, ist der Ortsteil heute unbewohnt und wird ausschließlich gewerblich genutzt. Das Gebiet gehört heute zum Duisburger Stadtteil Friemersheim, der seinerseits zum Stadtbezirk Rheinhausen gehört. Die ehemalige Gemeinde Bliersheim besaß eine Fläche von 2,72 km².

## Geschichte
Das Dorf Bliersheim bildete seit dem 19. Jahrhundert eine Landgemeinde in der Bürgermeisterei Friemersheim. Diese gehörte bis 1857 zum Kreis Krefeld und seitdem zum Kreis Moers. Im Juni 1895 schlug das Essener Krupp-Direktorium dem Landkreis Moers, jedoch vergeblich, vor, Bliersheim der Bürgermeisterei Hochemmerich zuzuschlagen, da das beabsichtigte Stahlwerk über die Bürgermeistereigrenzen hinausreichen werde.
1897 wurde das Hüttenwerk Rheinhausen des Krupp-Konzerns in Bliersheim in Betrieb genommen. In den folgenden Jahren wurde das gesamte Gemeindegebiet von Bliersheim durch das sich immer weiter ausdehnende Werk überbaut; als einzige Wohngebäude verblieben die 1903 bis 1910 erbauten Villen der Beamtensiedlung inmitten des Werksgeländes.
Am 1. Juli 1920 wurde Bliersheim in die Gemeinde Friemersheim eingegliedert. Die so vergrößerte Gemeinde Friemersheim wiederum wurde 1923 mit der Gemeinde
Hochemmerich zur neuen Gemeinde Rheinhausen zusammengeschlossen. Das 1934 zur Stadt erhobene Rheinhausen wurde im Rahmen der kommunalen Neugliederung am 1. Januar 1975 Teil der Stadt Duisburg.
Das Hüttenwerk wurde 1993 geschlossen. Auf seinem Gelände entstand seitdem ein Zentrum für Logistikunternehmen unter dem Namen Logport I.

## Einwohnerentwicklung
| Jahr | Einwohner | Quelle |
| ---- | --------- | ------ |
| 1832 | 157       | [ 4 ]  |
| 1864 | 175       | [ 5 ]  |
| 1871 | 224       | [ 6 ]  |
| 1885 | 354       | [ 1 ]  |
| 1910 | 2135      | [ 7 ]  |

## Baudenkmäler
Auf dem ehemaligen Gemeindegebiet von Bliersheim stehen das Werktor 1 des ehemaligen Hüttenwerkes sowie die Villen der Beamtensiedlung unter Denkmalschutz.